# Eldorado Shreveport
Eldorado Shreveport (trước đây là Hollywood Casino Shreveport) là một khách sạn và sòng bạc ở Shreveport, Louisiana. Nó được sở hữu và điều hành bởi Eldorado Resorts.